# Les Chevaliers de Tir Na Nog
Les Chevaliers de Tir Na Nog (Mystic Knights of Tir Na Nog) est une série télévisée américano-irlandaise en 50 épisodes de 22 minutes créée par Haim Saban et diffusée entre le 1er septembre 1998 et le 7 mai 1999 dans le bloc de programmation Fox Kids.
En France, elle a été diffusée à partir du 19 décembre 1998 sur France 2 dans l'émission La Planète de Donkey Kong puis rediffusée sur Fox Kids.

## Synopsis
Quand la terrible Reine Maeve du royaume de Temra envahit la terre paisible de Kells, le Roi Conchobar doit compter sur une légende antique qui prédit qu'un orphelin trouvera le puissant guerrier de Draganta et apportera ainsi la paix à Kells pour 1000 ans. La légende raconte également que Draganta sera assisté de quatre autres chevaliers en armures et de Pyre le Dragon mystique du feu qui formeront ainsi les Chevaliers de Tir Na Nog.
Les Chevaliers De Tir Na Nog sont : Angus (un habile voleur), Ivar (le Prince de Moorish), Deirdre (la Princesse de Kells) et Rohan (l'apprenti du Druide) qui est en fait l'orphelin de la légende.
Ils seront aidés tout au long de leurs aventures par Aideen la fée et Fin Varra, Roi de Tir Na Nog. Garrett le cinquième Chevalier de Tir Na Nog les rejoindra plus tard.
Ensemble ils vont défendre le royaume de Kells de la Reine Maeve et de toute sa magie noire.

## Distribution
- Lochlainn O'Mearain (VF : Sébastien Desjours) : Rohan / Chevalier Mystique du Feu
- Lisa Dwan (en) (VF : Rafaèle Moutier) :  Deirdre / Chevalier Mystique de l'Air
- Justin Pierre (en) (VF : Jean-Paul Pitolin) : le prince Ivar / Chevalier Mystique de l'Eau
- Vincent Walsh (VF : Laurent Morteau) : Angus / Chevalier Mystique de la Terre
- Stephen Brennan (VF : Marc Cassot) : le roi Conchobar
- Barry Cassin (VF : Raoul Guillet) : Cathbad
- Charlotte Bradley (VF : Tania Torrens) : la reine Maeve
- Gerry O'Brien (VF : Patrice Keller) : Torc
- Peadar Lamb (VF : Philippe Dumat) : Fin Varra
- Ned Dennehy (VF : Michel Dodane) : Mider / The Lightning Bat of Temra (voix) / The Rock Wolf of Temra (voix)
- Kelly Campbell (VF : Naïké Fauveau) : Aideen
- Ben Palmer : Garrett / Chevalier Mystique de la Forêt (épisodes 21–27, 39 et 48–50)
- Eric O'Cuinn : Lugad
- Shaun Elebert : The Ice Lord of Temra (voix)
- Enda Kilroy : The Sea Serpent of Temra (voix)

 Source et légende : version française (VF) sur RS Doublage et Planète Jeunesse

## Épisodes
1. La Légende de l'ancien parchemin (Legend of the Ancient Scroll)
2. Tir Na Nog (Tir Na Nóg)
3. Le Dragon de l'audace (The Fire Dragon of Dare)
4. Le Vampire foudroyant (Tash Hound of Temra)
5. Le Serpent marin (Ivar and the Sea Serpent)
6. Le Loup des rochers (The Wolf in the Rocks)
7. La Rencontre avec Pyre : 1re partie (The Taming of Pyre Pt. 1)
8. La Rencontre avec Pyre : 2e partie (The Taming of Pyre Pt. 2)
9. Draganta (Draganta)
10. La Guerre du petit peuple (War of the Little People)
11. La Fureur du dragon (Dragon's Fury)
12. Tyrune (Tyrune)
13. Le Retour de Tyrune (Tyrune Returns)
14. Aideen et la princesse de pierre (Aideen and the Stone Princess)
15. Le Combat des druides (Battle of the Druids)
16. Sa majesté la princesse (Queen Deirdre)
17. Le Choix d'Aideen (Night of the Spirits)
18. Diviser pour mieux conquérir (Aideen's Choice)
19. Les Espions de Maevé (Divide & Conquer)
20. La Nuit des esprits (Eye of the Beholder)
21. Le Prince (Garrett and the Princess)
22. Le Traître de Kells (The Traitor of Kells)
23. Le 5e chevalier (The Fifth Knight)
24. Le Chevalier Mystique de la Forêt (The Mystic Knight of Forest)
25. L’œuf de Dragon (Egg of the Dragon)
26. La Drageen (The Drageen)
27. La rançon d'un Roi (A King's Ransom)
28. La Malédiction de Kells (The Curse of Kells)
29. Le Procès d'Angus (The Trial of Angus)
30. Mider : Roi de Temra (Mider: King of Temra)
31. Le Bouclier de la Bre (The Buckler of Bre)
32. La Revanche d'Ivar (Ivar's Revenge)
33. L'épouse du Roi (King's Bride)
34. Tous les Rois Grands et Petits (All Kings Great and Small)
35. Le Souhait (The Wish)
36. Le Roi Perdu (The Lost King)
37. Amis pour la Vie (Friends for Life)
38. Le Prisonnier (The Prisoner Prince)
39. La Naufragée (Shipwrecked)
40. Le doute de Rohan (Rohan's Doubt)
41. Le Caveau de Balin (The Barrow of Balin)
42. Le Cavalier Noir (Dark Rider)
43. Le Guerrier de Temra (The Warrior of Temra)
44. La Fureur de Vaincre (Battle Fury)
45. Le Défi de Lugad (Lugad's Challenge)
46. La Marque de la Destinée (The Mark of Destiny)
47. La Reine Mère (The Queen Mother)
48. Le Chevalier de la Forêt (Knight in the Forest)
49. La Dernière Bataille (The Final Battle)
50. Le Bannissement (Banished)